# Бабич, Никола (футболист)
Нико́ла Ба́бич (серб. Никола Бабић, хорв. Nikola Babić; 5 декабря 1905, Свети-Юрай, Сень, Австро-Венгрия — 25 октября 1974, Загреб, СФРЮ) — югославский футболист, участник Олимпийских игр 1928 года. Брат Драгутина Бабича. Выступал на позиции флангового и центрального нападающего.

## Карьера

### Клубная
В 16-летнем возрасте дебютировал в загребском клубе ХАШК в рамках чемпионата Королевства Югославии. Через 2 года поступил в университет в Австрии и выступал за венскую команду «Рапид», по окончании университета вернулся в ХАШК. С 1932 по 1936 годы выступал за загребскую «Конкордию».

### В сборной
С братом Драгутином Бабичем играл в 1928 году за вторую сборную. Дебют братьев в основной сборной состоялся 8 апреля 1928 года в проходившем в Загребе товарищеском матче со сборной Турции, в котором Югославия одержала победу со счётом 2:1, причём Драгутин забил победный гол. Это был второй случай, когда в составе сборной Югославии (Королевства СХС) на поле одновременно играли два брата (первыми были братья Бранко и Душан Зиная в 1923 году). Провёл также два матча в 1932 году: 24 апреля 1932 в Овьедо с Испанией (1:2) и 3 мая 1928 в Лиссабоне с Португалией (2:3). Входил в заявку на Олимпиаду-1928, но не сыграл ни матча там.